# Hôtel de Lisleferme

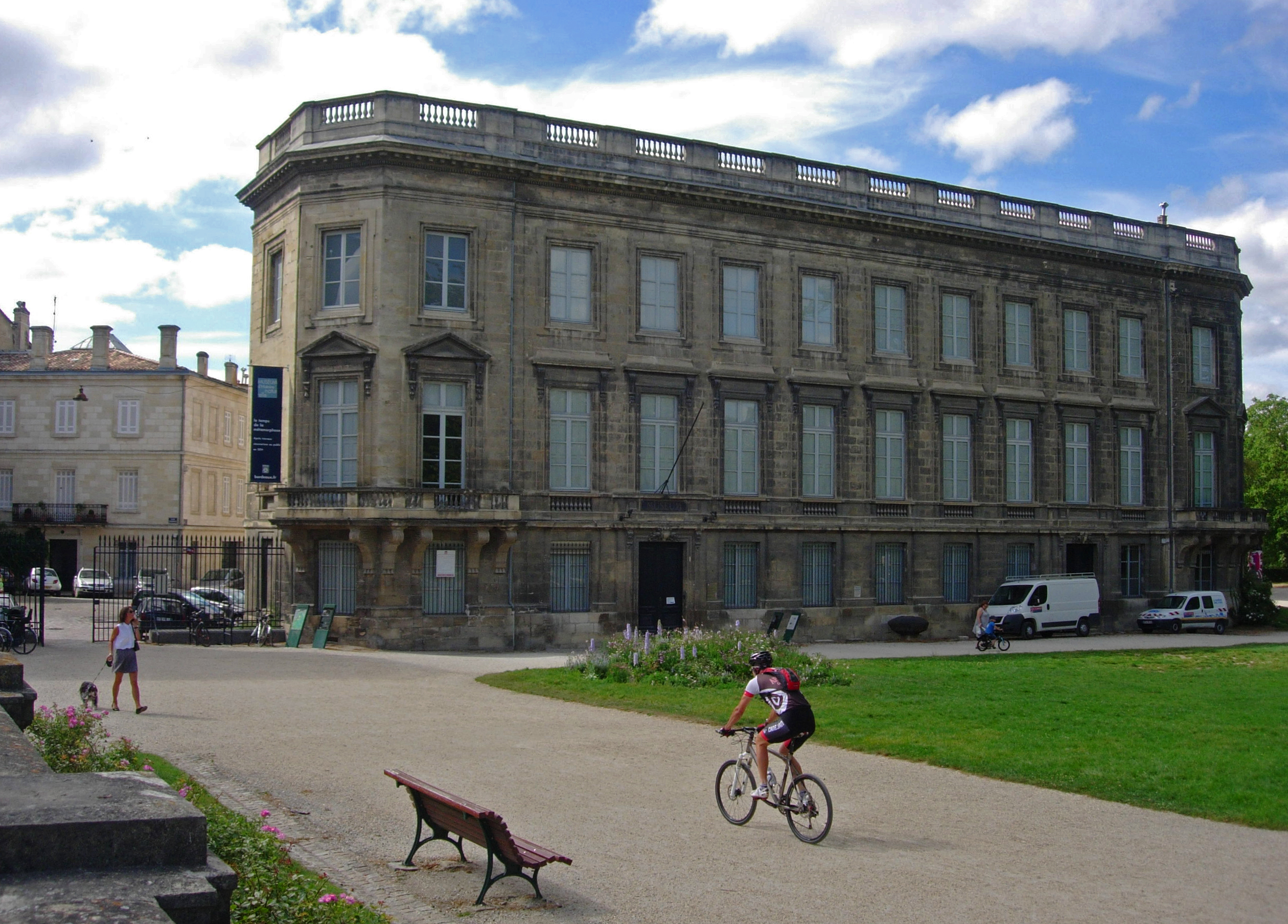
Hôtel de Lisleferme mit Jardin public, 2012

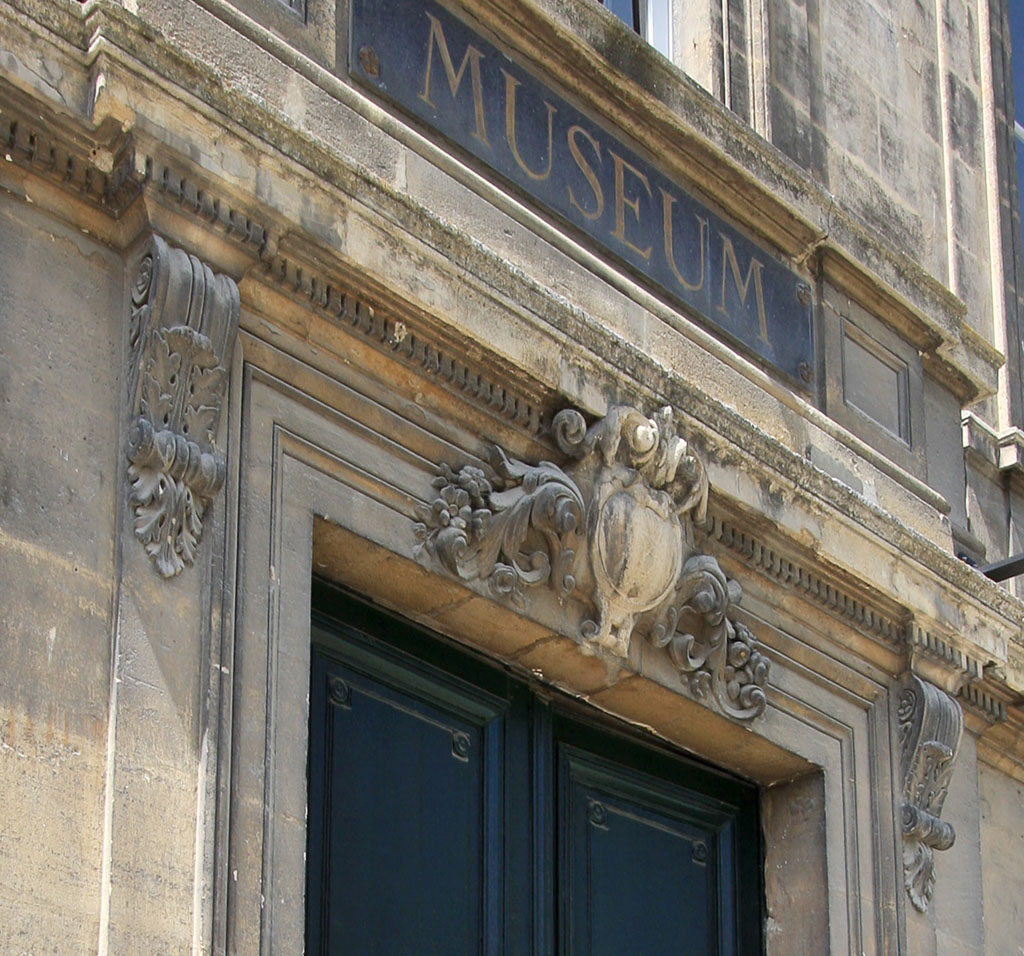
Details über dem Hauptportal, 2014

Das Hôtel de Lisleferme ist ein Hôtel particulier aus dem 18. Jahrhundert an der Place Bardineau 5 in Bordeaux. Die Gartenseite des Gebäudes grenzt an den Jardin public. Dieses Gebäude ist seit 1935 als historisches Denkmal (Monument historique) eingetragen.
Seit 1862 beherbergt es das Naturhistorische Museum von Bordeaux. Ursprünglich wurde es von dem Architekten Richard-François Bonfin (1730–1814) für Pierre-Romain Nicolas de Lisleferme (1737–1821) errichtet. De Lisleferme war als Protestant einflussreicher Rechtsanwalt, Parlamentsmitglied der Départementsverwaltung, aber auch Philanthrop, Dichter und Kunstliebhaber. Sein Werk umfasst sowohl tragisches als auch lyrisches Repertoire. Zeitweise präsidierte er die Nationalakademie der Wissenschaften, Schöngeistigen Wissenschaften und Künste. Er gehörte so zu den einflussreichen Kaufleuten der Stadt sowie den Freimaurern an. Seine Frau Jeanne-Marie Valleton de Boissière verstarb 1779 und erlebte die Fertigstellung des Hôtel nicht mehr. Mit seiner betagten Mutter und seinem Sohn bewohnte er über viele Jahre selbst das Haus.
Beim Entwurf und Bau des Hauses waren durch die exponierte Lage zum Park einige Besonderheiten zu beachten. Die Fenster im Erdgeschoss durften nicht breiter als fünf Fuß breit und mussten vergittert sein. Das Erdgeschoss hat eine ungewöhnlich niedrige Deckenhöhe, wogegen die Bel Étage über eine sehr große Geschosshöhe verfügt. Die Schauseite vom Park her wurde so gestaltet, dass an den Gebäudeecken symmetrisch zwei Balkone angelegt wurden, um die Ecken des langgestreckten Hauses zu betonen. Die Fensterlaibungen sind aus dem gleichen Grund besonders breit.
1857 erwarb die Stadt Bordeaux das Gebäude, um darin die Naturhistorische Sammlung unterzubringen. Dafür wurde unter der Aufsicht des Stadtarchitekten Charles Burguet das Innere stark verändert. Erhalten geblieben sind das schmiedeeiserne Treppengeländer der Haupttreppe sowie die Einrichtung des ovalen Salons im Stil Ludwig XVI., der Epoche des ausgehenden Ancien Régime. Dieser Ovale Salon ist mit einer Holzvertäfelung ausgestattet, die die vier Jahreszeiten darstellt. Die Arbeit wird dem Bildhauer Barthélemy Cabirol (1737–1786) zugeschrieben. Seit 1952 hat das Prehistorische und Ethnografische Museum eine eigene Heimstätte. Die drei frei gewordenen Räume im Erdgeschoss konnten dadurch auch dem Naturhistorischen Museum zugewiesen werden.
In den 2010er Jahren wurde das Haus einer Renovierung unterzogen, die von der Arbeitsgemeinschaft Basalt Architecture, Die Werft Muséographie, Oteis und Impédance durchgeführt wurde. Anschließend gingen die umfangreichen Umbauarbeiten im Innern weiter und das Museum eröffnete im März 2019 wieder seine Türen. Ein Jahr später hatten 225 000 Besucher die Neugestaltung gesehen.
Als Museum bezeugt es die bemerkenswerte Transformation der Stadt Bordeaux, die sich seit der Entstehung des Ensembles mit dem Jardin public und dem ehemaligen Botanischen Garten geöffnet hat und heute einen beliebten Naturraum in zentraler Lage der Stadt darstellt.